# Steve Spence
Steve Spence (Estados Unidos, 9 de mayo de 1962) fue un atleta estadounidense, especializado en la prueba de maratón en la que llegó a ser medallista de bronce mundial en 1991.

## Carrera deportiva
En el Mundial de Tokio 1991 ganó la medalla de bronce en la maratón, recorriendo los 42,195 km en un tiempo de 2:15:36 segundos, llegando a meta tras el japonés Hiromi Taniguchi y el yibutiense Hussein Ahmed Salah.